# 南岸街道 (宜宾市)
南岸街道是中华人民共和国四川省宜宾市叙州区下辖的一个街道办事处。
2018年6月19日，国务院批复同意四川省调整宜宾市部分行政区划，将原翠屏区的南岸街道划归叙州区管辖。

## 行政区划
南岸街道下辖以下村级行政区划单位：
上渡口社区、中渡口社区、下渡口社区、鱼池社区、金鱼社区、桂花社区、凤凰社区、龙湾社区、田坝社区和航天社区。